# Stockfish (cờ vua)
Stockfish là một engine cờ vua (chess engine) miễn phí và mã nguồn mở, có sẵn cho các nền tảng máy tính và điện thoại thông minh khác nhau.
Stockfish luôn nằm trong xếp hạng các chess engine mạnh nhất thế giới. Stockfish đã giành giải Top Chess Engine Championship 16 lần.
Stockfish được phát triển bởi Tord Romstad, Marco Costalba và Joona Kiiski, với nhiều đóng góp từ cộng đồng các nhà phát triển nguồn mở, hiện nay đang được phát triển và duy trì bởi cộng đồng Stockfish. Stockfish có nguồn gốc từ Glaurung, một công cụ mã nguồn mở của Tord Romstad được phát hành vào năm 2004.